# Parvovirus canin
Pour les articles homonymes, voir CPV.
Espèce
- type 2 (CPV-2)
  -  variant b (CPV-2b)

Les parvovirus canins (CPV pour Canine ParvoViruses) sont des virus très résistants dans le milieu extérieur (plusieurs mois à température ambiante) ; aussi il n'est pas aisé de s'en débarrasser, d'autant que les animaux vaccinés et guéris peuvent en être porteurs sans développer les signes cliniques.
Virologiquement, ces virus sont apparentés à un autre parvovirus, le parvovirus félin (FPV pour Feline ParvoVirus), agent du typhus félin (panleucopénie féline).

## Description
Les parvovirus canins sont des virus à ADN simple-brin sans enveloppe. Ils possèdent une symétrie icosaédrale et un génome d'environ 5 000 nucléotides.
Il en existe deux types.

### CPV-1
Également appelé virus minute des chiens (VMC, ou CMV pour Canine minute virus), il est responsable d'avortements, de mortinatalité et de mortalité chez le très jeune chiot (avant 2 mois d'âge généralement).

### CPV-2
C'est l'agent de la parvovirose canine, une gastro-entérite généralement mortelle, en particulier chez les chiens les plus jeunes ou âgés. Historiquement isolé à la fin des années 1970 à partir des premières épizooties de parvovirose canine dans des élevages américains, il a rapidement évolué sous la forme de 2 variants antigéniques (CPV-2a et CPV-2b) entre 1979 et 1985. Les 3 formes CPV-2, CPV-2a et CPV-2b sont régulièrement isolées sur des chiens non-vaccinés présentant une gastro-entérite. Un troisième type, CPV-2c, a été découvert en Espagne, en Italie et au Viêt Nam.